# 贾森·沃特豪斯
贾森·沃特豪斯（英語：Jason Waterhouse，1991年11月8日—），澳大利亚男子帆船运动员。他曾代表澳大利亚参加2016年和2020年夏季奥林匹克运动会帆船比赛，其中2016年奥运会获得一枚银牌。